# Deinias (Historiker)
Deinias (altgriechisch Δεινίας Deinías) aus Argos war ein antiker griechischer Geschichtsschreiber.
Er lebte im 3. Jahrhundert v. Chr. und schrieb eine Geschichte von Argos (Argolika) in neun Bänden, von der nur wenige Fragmente erhalten sind. In seinem Werk behandelte er die Geschichte von der mythischen Zeit bis zur Schlacht von Kleonai (etwa 235 v. Chr.).
Seine Identität mit dem Deinias, der 252 v. Chr. zusammen mit Aristoteles dem Dialektiker den Tyrann der Stadt Sikyon, Abantidas, erschlagen hatte, ist ungewiss.

## Textausgaben
- Die Fragmente der griechischen Historiker. Nr. 306.